# Dreams Football Club
Actualités
Le Dreams Football Club est un club ghanéen de football basé dans la Région du Grand Accra. Le club participe au Championnat du Ghana de football.

## Histoire
Le club fondé en 2009 est promu au deuxième niveau du système de ligue de football ghanéen en 2014.
Le club obtient sa promotion en première division en 2015. En décembre 2016, le club est relégué administrativement en raison d'une anomalie sur l'inscription de l'un de ses joueurs,,. Le club revient dans l'élite en 2018.
Le club remporte la Coupe du Ghana en 2023, battant en finale le King Faisal Babies par 2 buts à 0, et s'incline en Supercoupe du Ghana contre le Medeama SC.
La saison 2023-2024 voit ainsi le club disputer sa première compétition continentale, la Coupe de la confédération 2023-2024. Il est le premier club ghanéen à atteindre la phase finale de la compétition ; le Dreams FC n'est éliminé qu'au stade des demi-finales par le club égyptien du Zamalek SC.

## Palmarès
- Coupe du Ghana
  - Vainqueur : 2023
- Supercoupe du Ghana
  - Finaliste : 2023